# Кавагути, Ёрико
Ёрико Кавагути (яп. 川口 順子 Кавагути Ёрико, род. 14  января 1941, Токио) — японская политическая деятельница, министр окружающей среды Японии (2000—2002), министр иностранных дел Японии (2002—2004).

## Биография
Родилась в Токио. Закончила Токийский университет (бакалавр международных отношений). Училась в Йельском университете (магистр экономики). В 1972 году защитила докторскую диссертацию в Йельском университете. 
Работала в правительстве Японии: в 2000—2002 годах в должности министра окружающей среды; в 2002—2004 годах в должности министра иностранных дел Японии. 
В июле 2008 года была назначена сопредседателем Международной комиссии по ядерному нераспространению и разоружению.